# Yang Lan

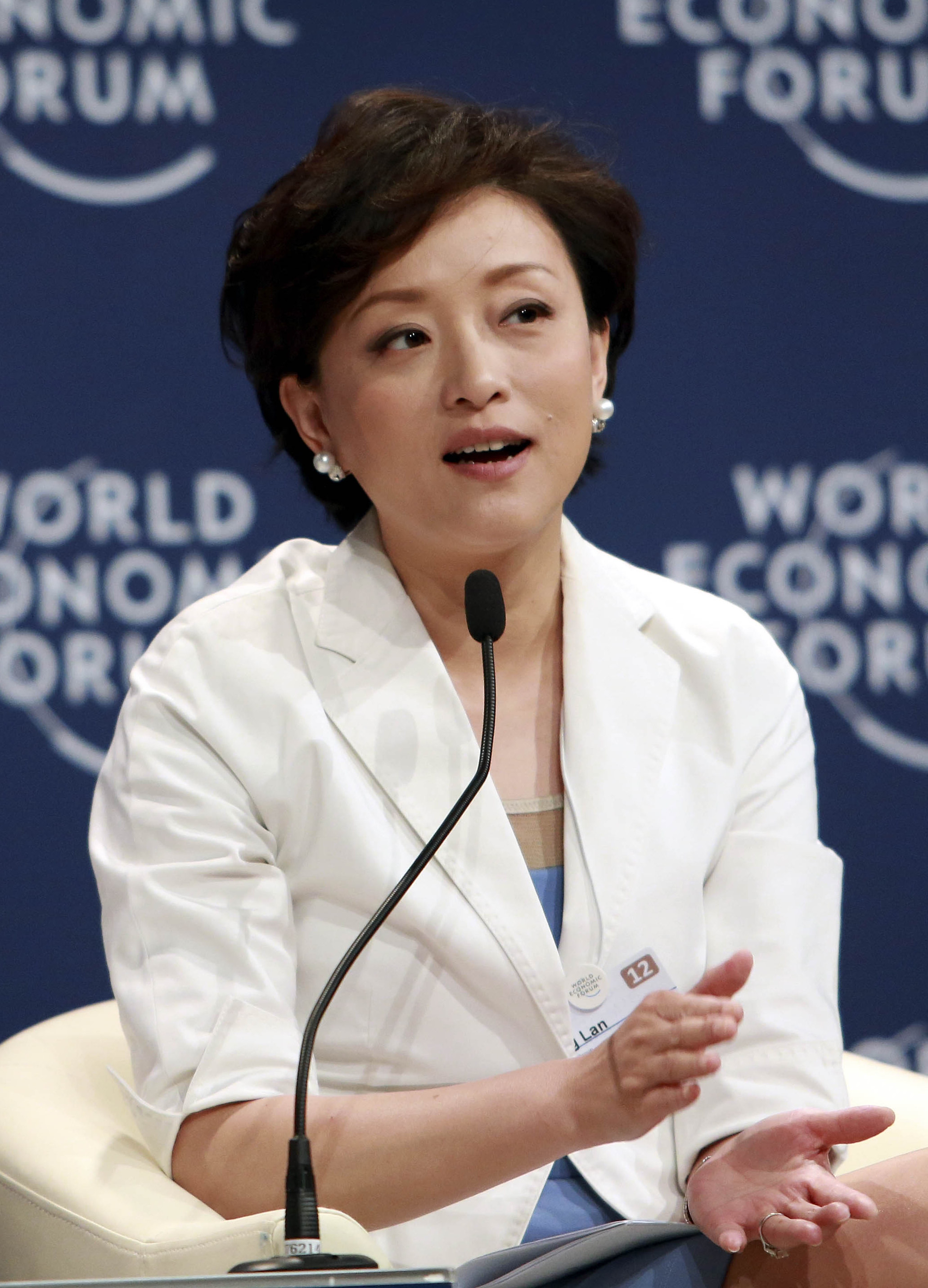
Yang Lan w 2013

Yang Lan (chiń. 杨澜; pinyin Yáng Lán; ur. 31 marca 1968 w Pekinie) – chińska dziennikarka, prezenterka i producentka telewizyjna, przedsiębiorczyni, potentatka medialna, miliarderka, współzałożycielka i przewodnicząca Son Media Group i Fundacji Słońce Kultury.
Matka zarabiała jako inżynier, a jej ojciec, dawny nauczyciel języka angielskiego na Uniwersytecie Studiów Zagranicznych w Pekinie, przez wiele lat pracował jako oficjalny tłumacz i współpracownik ministra i prawej ręki Mao Zedonga - Zhou Enlaia - dzięki czemu posiadał duże koneksje wśród członków partii komunistycznej, co mogło pomóc jej znacznie w rozpoczęciu kariery w telewizji. Od 1986 do 1990 studiowała na Uniwersytecie Studiów Zagranicznych w Pekinie. Od 1990 do 1994 pracowała dla rządowego programu telewizyjnego, po czym zrezygnowała z tego i od 1994 do 1996 studiowała na Uniwersytecie w Columbii stosunki międzynarodowe. Poznała wówczas biznesmena o amerykańskim obywatelstwie - Brunona Wu. Pobrali się i założyli w Hongkongu firmę producencką. Od ponad 16 lat prowadzi jeden z najpopularniejszych programów w Chinach One to One (Jeden na jeden), przyciągający co tydzień 300 milionów widzów. Przeprowadza w nim wywiady ze znanymi osobami świata polityki i show-biznesu. Gościła w nim m.in. Billa Clintona, jego żonę Hillary, Henry’ego Kissingera, Angelinę Jolie i Céline Dion, z którą zaprojektowała także kolekcję biżuterii. Jednocześnie pozostaje w dobrych relacjach z władzami. Prowadzi także internetowy magazyn Her Village.
W 2013 trafiła na listę 100 najbardziej wpływowych kobiet na świecie w magazynie „Forbes”. Zajęła ostatnie miejsce. Prywatnie mieszka z mężem, rodzicami i dziećmi w jednym domu.